# Michael Meier (Bischof)
Michael Meier SVD (* 19. Oktober 1928 in Wolfshausen; † 3. April 2022 in St. Wendel) war ein deutscher Ordensgeistlicher und römisch-katholischer Erzbischof von Mount Hagen in Papua-Neuguinea.

## Leben
Michael Meier besuchte zunächst die Volksschule in Walkertshofen und ab September 1942 das Gymnasium in Landshut. Meier wurde im November 1944 in den Reichsarbeitsdienst eingezogen und kurz danach zur Wehrmacht. Nachdem er Ende Juli 1945 aus der amerikanischen Kriegsgefangenschaft entlassen worden war, nahm er seine Schulausbildung am Gymnasium in Regensburg wieder auf. Er erlangte im Juni 1950 das Abitur. Im selben Jahr trat Michael Meier der Ordensgemeinschaft der Steyler Missionare bei und absolvierte das Noviziat in Sankt Augustin. Am 1. Mai 1952 legte er die erste Profess ab. Anschließend studierte er Philosophie und Katholische Theologie. Meier legte im Dezember 1956 die ewige Profess ab und empfing am 30. Mai 1957 durch den Apostolischen Vikar von Larantuka, Gabriel Wilhelmus Manek SVD, das Sakrament der Priesterweihe. Danach setzte er seine Studien an der Päpstlichen Universität Gregoriana in Rom fort, an der er im Juni 1961 mit der Arbeit Die Negermission SVD im Süden der USA im Fach Kirchengeschichte promoviert wurde.
Meier war zunächst als Seelsorger in Liverpool tätig und erlernte daneben die Englische Sprache, bevor er im Juli 1962 als Missionar nach Papua-Neuguinea entsandt wurde. Dort wirkte er 14 Monate im Apostolischen Vikariat Mount Hagen. Michael Meier lehrte 1964 Kirchengeschichte und Biblische Exegese in Marburg, Australien sowie von 1965 bis 1969 Kirchengeschichte, Fundamentaltheologie und Patrologie am Priesterseminar Holy Ghost in Alexishafen. Zudem war er dessen Ökonom. 1970 wurde er Missionar im Hochland von Mount Hagen. Dort widmete er sich besonders der Jugendpastoral und errichtete ein Jugendzentrum. Ab 1973 war Michael Meier Generalvikar des Bistums Mount Hagen sowie ab 1977 zusätzlich Pfarrer der Kathedrale Holy Trinity und ab 1980 Pfarrer der Pfarrei St. Paul in Mount Hagen.
Papst Johannes Paul II. ernannte ihn am 2. Juli 1984 zum Koadjutorerzbischof von Mount Hagen. Die Bischofsweihe spendete ihm der Erzbischof von Mount Hagen, George Elmer Bernarding SVD, am 15. August desselben Jahres im Rebiamul Oval in Mount Hagen; Mitkonsekratoren waren Erzbischof Francesco De Nittis, Apostolischer Pro-Nuntius in Papua-Neuguinea, und Gregory Singkai, Bischof von Bougainville. Sein Wahlspruch Ite, docete, baptizate („Geht, lehrt, tauft“) stammt aus Mt 28,19–20 .
Mit der Emeritierung George Elmer Bernardings SVD am 7. März 1987 folgte Michael Meier diesem im Amt des Erzbischofs von Mount Hagen nach. Schwerpunkte von Meiers Wirken stellten die Umsetzung der Beschlüsse des Zweiten Vatikanischen Konzils und die Integration von Laien in die kirchlichen Leitungsstrukturen sowie der Ausbau des Bildungssystems und die Sorge für HIV-Infizierte dar. Außerdem war er 1993 einer der Mitbegründer der Religious Television Association of Papua New Guinea (RTA) und gründete im Oktober 2003 den Radiosender Trinity FM. Von 1990 bis 1993 war er zusätzlich Präsident der Bischofskonferenz von Papua-Neuguinea und den Salomoninseln und von 1991 bis zum 6. Dezember 1995 Apostolischer Administrator sede plena von Goroka. 1998 nahm Michael Meier an der Sonderversammlung der Bischofssynode für Ozeanien zum Thema Jesus Christus und die Völker Ozeaniens: Seinen Weg gehen, Seine Wahrheit verkünden, Sein Leben leben teil.
Am 17. Juli 2006 nahm Papst Benedikt XVI. sein aus Altersgründen vorgebrachtes Rücktrittsgesuch an. Danach wirkte Michael Meier als Seelsorger in der Pfarrei St. Paul in Mount Hagen. Später kehrte er nach Deutschland zurück und lebte in der Kommunität der Steyler Missionare in Sankt Augustin. Meier starb am 3. April 2022 im Wendelinusheim in St. Wendel und wurde in der Kathedrale Holy Trinity in Mount Hagen beigesetzt.

## Ehrungen und Auszeichnungen
- 1. März 2007: Titel Chief für „seine Verdienste um die katholische Kirche und die christlichen Gemeinschaften in der Western Highlands-Provinz“[5]. Chief ist die zweithöchste Auszeichnung des Landes und die höchste Auszeichnung, die einem Ausländer verliehen werden kann.[6]
- 20. November 2007:  Grand Companion des Order of Logohu[1]

## Schriften
- Die Negermission SVD im Süden der USA. Facultas Historiae Ecclesiasticae Pontificiae Universitatis Gregorinae, Steyl 1961, OCLC 1131277655.
- Das Negerpriesterseminar in Bay St. Louis. In: Verbum SVD. Band 3, 1961, S. 329–468.